# مورنو شپل
مورنو شپل (انگلیسی: Morneau Shepell) شرکت خدمات حرفه‌ای کانادایی است، که در سال ۱۹۶۶ تأسیس شد.